# (3288) Seleucus
(3288) Seleucus – planetoida z grupy Amora należąca do obiektów NEO okrążająca Słońce w ciągu 2 lat i 329 dni w średniej odległości 2,03 au. Została odkryta 28 lutego 1982 roku w Obserwatorium La Silla przez Hansa-Emila Schustera. Nazwa planetoidy pochodzi od Seleukosa, jednego z generałów Aleksandra Macedońskiego. Przed nadaniem nazwy planetoida nosiła oznaczenie tymczasowe (3288) 1982 DV.